# Bjarne Angell
Bjarne Angell (ur. 27 kwietnia 1888 w Oslo, zm. 12 grudnia 1938 tamże) – tenisista reprezentujący Norwegię. Brał udział w igrzyskach w Sztokholmie (1912), gdzie wystartował w olimpijskim turnieju deblowym (w parze z Willemem Stiboltem) na korcie otwartym. Miał także wziąć udział w turnieju singlowym, lecz ostatecznie nie wystartował.

## Występy na letnich igrzyskach olimpijskich

### Turnieje deblowe
| Igrzyska | Konkurencja                             | Partner        | 1/32 finału            | 1/16 finału      | Ćwierćfinał      | Półfinał         | Finał/Mecz o trzecie miejsce | Klasyfikacja końcowa |
| Igrzyska | Konkurencja                             | Partner        | Rywal                  | Rywal            | Rywal            | Rywal            | Rywal                        | Klasyfikacja końcowa |
| -------- | --------------------------------------- | -------------- | ---------------------- | ---------------- | ---------------- | ---------------- | ---------------------------- | -------------------- |
| LIO 1912 | Turniej deblowy mężczyzn (kort otwarty) | Willem Stibolt | L. Žemla J. Just P 0:3 | → Nie awansowali | → Nie awansowali | → Nie awansowali | → Nie awansowali             | Miejsca 17-32        |